# Protaetia alboguttata
Protaetia alboguttata es una especie de escarabajo del género Protaetia, familia Scarabaeidae. Fue descrita científicamente por Vigors en 1826.
Especie nativa de la región paleártica. Habita en India y Nepal.

## Descripción
Son escarabajos polífagos conocidos por destruir las plantaciones de berenjena donde los adultos se alimentan de los tiernos brotes, flores y botones florales. Los ataques son más comunes en la mañana. Se encuentran agregaciones de adultos a partir de frutos maduros de Ficus carica.